# Melanodryas westralensis
Melanodryas westralensis är en fågel i familjen sydhakar inom ordningen tättingar. Den betraktas vanligtvis som underart till svarthuvad sydhake (Melanodryas cucullata), men har getts artstatus av tongivande taxonomiska auktoriteten Howard & Moore. Fågeln förekommer i Australien, i södra Western Australia, västra South Australia och sydvästra Northern Territory.